# Ralph Spotts
Ralph Lewis Spotts (Canton, Ohio, 14 de juny de 1875 – Nova York, 17 d'abril de 1924) va ser un tirador estatunidenc que va competir a començaments del segle xx.
El 1912 va prendre part en els Jocs Olímpics d'Estocolm, on disputà dues proves del programa de tir. Guanyà la medalla d'or en la competició de fossa olímpica per equips, mentre en la prova individual fou desè.
Spotts fou tres vegades campió nacional de tir al plat. Treballava de corredor de borsa a Nova York.